# Rock Aliens
Rock Aliens (auch Rock Aliens – Let’s Dance Tonight; Originaltitel: Voyage of the Rock Aliens) ist ein US-amerikanischer Film von James Fargo aus dem Jahr 1984 mit Pia Zadora und Craig Sheffer in den Hauptrollen.

## Handlung
In der amerikanischen Kleinstadt Speelburgh hat der forsche Frankie das Kommando, wenn es um musikalische Entscheidungen geht. Er und seine Rock-Band The Pack schaffen es regelmäßig, die Einwohner der Kleinstadt mit ihrer Musik zu begeistern. Lediglich seine Freundin Dee Dee träumt von einem Leben als Sängerin. Dies wiederum missfällt Frankie, der sie eher in der traditionellen Frauenrolle sehen will.
Eines Tages landet ein gitarrenförmiges Raumschiff in Speelburgh. An Bord befinden sich Aliens, die ebenfalls in einer Band spielen. Die musikalische Vorherrschaft von The Pack ist gefährdet, als die Aliens der Gruppe mit dem musikalischen Wettkampf drohen. Frankie ist nicht nur dabei, seinen Status als Topmusiker der Stadt zu verlieren: Der Anführer der Aliens, Absid, hat ein Auge auf seine Freundin Dee Dee geworfen. Deswegen schwört er, dass er den Außerirdischen die musikalische Vormachtstellung nicht kampflos überlassen will.
Bei der Abschlussparty der High School kommt es schlussendlich zum Rock-Musik-Wettkampf zwischen den beiden Bands. Da alle Einwohner sich auf den finalen Wettkampf fokussieren, schaffen es die beiden geistig gestörten Massenmörder Breather und Chainsaw aus dem örtlichen Gefängnis auszubrechen. Plötzlich rückt die Musik in den Hintergrund.

## Trivia
- Der Film wurde am 14. August 2020 von Tele 5 im Rahmen des Formats Die schlechtesten Filme aller Zeiten ausgestrahlt.
- Ruth Gordon in ihrer Rolle als Sheriff hat ein Bild ihres Mannes auf dem Schreibtisch stehen, das Clint Eastwood in Dirty Harry zeigt.

## Filmmusik
- „Openhearted“ – Real Life
- „When the Rain Begins to Fall“ – Jermaine Jackson und Pia Zadora
- „21st Century“ – Rhema
- „New Orleans“ – Neil Sedaka und Gary U. S. Bonds
- „Real Love“ – Pia Zadora
- „Try to See It My Way“ – Dara Sedaka
- „Back on the Streets“ – 3 Speed
- „Justine“ – Jimmy & the Mustangs
- „That’s Life“ – Rhema
- „You Bring Out the Lover in Me“ – Pia Zadora
- „Always“ – Real Life
- „Combine Man“ – Rhema
- „Little Bit of Heaven“ – Pia Zadora und Mark Spiro
- „She Doesn’t Mean a Thing to Me“ – Mark Spiro
- „Come On“ – Jimmy & the Mustangs
- „Trouble Maker“ – Jimmy & the Mustangs
- „Let’s Dance Tonight (Medley)“ – Pia Zadora, Jimmy & the Mustangs und Rhema
- „Get Out and Dance“ – Rhema
- „My World Is Empty Without You“ – John Farnham und Rainey Haynes
- „Nature of the Beast“ – Michael Bradley
- „Before the Jupiter Effect“ – Cliff Sarde
- „When the Rain Begins to Fall (reprise)“ – Pia Zadora und Jermaine Jackson
- „End Credits Medley“ („Let’s Dance Tonight“, „She Doesn’t Mean a Thing to Me“, „Justine“, „Back on the Street“, „21st Century“)

## Kritik
„[…] Die dürftige Story wird mit langweilig inszenierten Musik- und Tanzeinlagen und dummen Gags auf Spielfilmlänge gedehnt.“